# Herakleides Pontikos
Herakleides Pontikos (der Ältere) (altgriechisch Ἡρακλείδης ὁ Ποντικός Hērakleídēs ho Pontikós; * um 390 v. Chr. in Herakleia Pontike; † nach 322 v. Chr.) war ein griechischer Philosoph.

## Leben
Herakleides stammte aus einer alten, wohlhabenden Familie von Herakleia Pontike, dem heutigen Karadeniz Ereğli an der Südwestküste des Schwarzen Meeres. Als Jüngling begab er sich nach Athen, wo er sich Platons Akademie anschloss. Platon schätzte ihn offenbar, denn er vertraute ihm für die Zeit seiner dritten Sizilienreise (361–360) die Leitung der Akademie an. Nach dem Tod des Speusippos, des Nachfolgers Platons, wollte Herakleides 339/338 Schulhaupt (Scholarch) der Akademie werden, unterlag aber in einer Kampfabstimmung dem Xenokrates und verließ daraufhin die Akademie. Er zog sich dann in seine Heimatstadt zurück. Dort hatte er wohl einige Schüler.

## Schriften und Lehre
Von den zahlreichen Schriften des Herakleides haben sich neben einer Reihe von Titeln nur Fragmente erhalten. Zu seinen Werken gehörten Über das Gute, Über die Arten (zur Ideenlehre), Über den Nous, Über die Pythagoreer, Über die Natur, Über die Himmelserscheinungen, Über die Tugend, Über die Dichtkunst und die Dichter und Über die Musik. Mit Fragen der Staatstheorie befasste er sich in den Schriften Über die Herrschaft und Über die Gesetze. Außerdem verfasste er Streitschriften gegen die Lehre Zenons von Elea und gegen Demokrit.
In manchen seiner Werke hat Herakleides seine Lehren nach Platons Vorbild in Dialogform präsentiert; dabei ließ er prominente historische oder mythische Gestalten als Gesprächspartner auftreten. Von den Pythagoreern war er beeindruckt und beeinflusst, aber den pythagoreischen Vegetarismus lehnte er ab. Die Seele fasste er als körperhaft und lichtartig auf. Er nahm an, neben der Erde seien auch andere Himmelskörper bewohnt.
Manche antike Autoren haben Herakleides nicht der platonischen Akademie, sondern der Schule des Aristoteles zugerechnet. Darin irrten sie zwar, doch ist daraus zu ersehen, dass zumindest einige seiner Ansichten denen des Aristoteles ähnlich waren.
Wegen der ungünstigen Quellenlage lässt sich sein astronomisches Modell nicht zuverlässig rekonstruieren. Er nahm an, dass die Erde täglich um ihre Achse rotiert, und gilt als der erste Vertreter dieser Ansicht. Die früher verbreitete Hypothese, er habe Merkur und Venus für Trabanten der Sonne gehalten und insofern das System von Tycho Brahe teilweise vorweggenommen, wird in der neueren Forschung verworfen oder zumindest stark bezweifelt. Nach dem Wortlaut der Darstellung des Calcidius ging Herakleides von konzentrischer Bewegung der Venus und der Sonne aus.

## Rezeption
Die Neigung des Herakleides zum Exotischen und Phantastischen wurde schon in der Antike kritisiert. In Athen war er für seine Angeberei bekannt und wurde deswegen als „Pompikos“ verspottet. Cicero schätzte seine Bildung und seine literarischen Fähigkeiten, kritisierte ihn aber, weil er seine Bücher mit „kindischen Märchen“ (puerilibus fabulis) gefüllt habe. Durch phantastische Erfindungen soll Herakleides Vergnügen und Staunen bewirkt haben, so dass manche Kritiker seine Werke eher zur Unterhaltungsliteratur als zur Philosophie zählten. Timaios von Tauromenion und Plutarch charakterisierten ihn als Erzähler von Fabeln.
Demochares, ein Zeitgenosse des Herakleides und Gegner der Philosophen, behauptete, Herakleides habe eine durch Naturkatastrophen verursachte Hungersnot in seiner Heimatregion genutzt, um durch Bestechung des von seinen Mitbürgern konsultierten Orakels von Delphi einen Orakelspruch zu erlangen, der die Anweisung enthielt, ihn mit einem goldenen Kranz zu ehren. Beim Verlassen des Theaters, in dem die Antwort des Orakels verkündet wurde, sei Herakleides gestürzt und an einer dabei erlittenen Kopfverletzung gestorben. Wenn auch die Einzelheiten von Demochares' gehässiger Darstellung unglaubwürdig sind, knüpft sie wohl an einen historischen Vorgang an und kann einen wahren Kern enthalten.
Das Promontorium Heraclides auf dem Mond ist nach dem Denker benannt.